# Capitaine Fracasse (série télévisée d'animation)
Pour les articles homonymes, voir Fracasse.
Capitaine Fracasse, ou Fracasse au Québec, est une série télévisée d'animation française en 26 épisodes de 22 minutes diffusée à partir du 11 septembre 1999 sur France 2.
Au Québec, elle est diffusée à partir du 1er mai 2001 à Super Écran.

## Synopsis
Au XVIIe siècle, en France, Justinien de Sigognac mène d'une double vie : d'un côté il est acteur de théâtre, de l'autre il déjoue les intrigues du duc de Vallombreuse et de la comtesse Diane de Crécy sous le nom de « Fracasse ».

## Fiche technique
- Création : M. Brossolet / G. Gay
- Production : Ellipsanime Productions
- Année de production : 1999
- Dates de sortie : 
  -  France : 11 septembre 1999 (France 2 : Anim +)

## Distribution
- Pierre Tessier : Justinien de Sigognac / Fracasse
- Véronique Soufflet : Isabelle
- Chantal Macé : Chiquita
- Guillaume Orsat : Duc de Vallombreuse
- Christine Pâris : Diane de Crécy
- Jean-Jacques Nervest : Nervest
- Gilbert Guillaud : la Fumée / la Truite
- Mathieu Buscatto : Chevillard
- Gilbert Lévy : Melchior / Gargouille
- Michel Tugot-Doris : Thomas / Mme Jojo
- Alexandre Aubry : Petit Jacques

 Source et légende : version française (VF) sur RS Doublage

## Épisodes
1. Les Orphelins
2. L'Enfant loup
3. Le Captif de la Bastille
4. Les Plumeaux noirs
5. La Princesse des bas fonds
6. Le Démon du feu
7. Le Grand Turc
8. Le Poison
9. L'Alchimiste
10. Le Double
11. L'Homme de Brunevoy
12. La Disgrâce de Diane
13. La Rose noire
14. Le Vicomte de Marolles
15. La Fleur de lys
16. La Révolte des marmots
17. Les Cloches de l'apocalypse
18. Mystère aux Buttes Chaumont
19. Les Étoiles noires
20. Les Yeux rouges des profondeurs
21. La Licorne d'ivoire
22. Le Pourfendeur
23. La Main du diable
24. Le Gascon
25. Le Secret de Vallombreuse
26. La Fin de Vallombreuse